# Эва Мудоччи
Эва Мудоччи (англ. Eva Mudocci; настоящее имя — Эвангелина Хоуп Маддок (англ. Evangeline Hope Muddock), 1872, Лондон — 1953) — английская скрипачка, гастролировавшая с концертами по Европе вместе с пианисткой Беллой Эдвардс. Она была подругой и, вероятно, любовницей норвежского художника Эдварда Мунка.

## Ранние годы
Эвангелина Хоуп Маддок родилась в 1872 году в лондонском районе Брикстон в семье британского журналиста и писателя Джеймса Эдуарда Престона Маддока и скрипачки Люси Мэри Ханн.

## Карьера
Эва Мудоччи впервые исполнила публичный концерт на скрипке в возрасте девяти лет как «мисс Роза Линтон». Под таким псевдонимом она была известна в течение первого десятилетия своей карьеры. В детстве она выступала как на местном, так и на национальном уровне в Англии. Её официальный дебют состоялся в лондонском Принс-холле 23 мая 1891 года в форме постановки, которая чередовалась со скрипичными соло, песнями и квартетом композитора Луи Шпора. Позднее Мудоччи познакомилась с пианисткой Беллой Эдвардс, с которой впоследствии жила и выступала в течение пяти лет. Они гастролировали по Европе, сумев заслужить признание у критиков.

## Личная жизнь

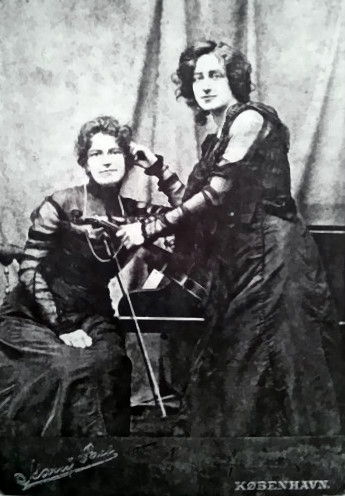
Эва Мудоччи и Белла Эдвардс

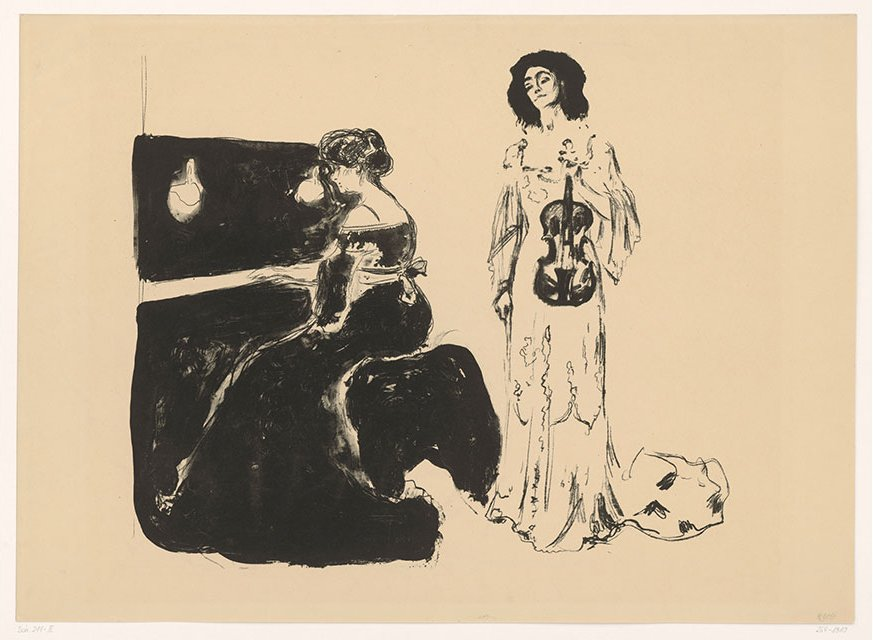
Скрипичный концерт, литография Эдварда Мунка, 1903.

Мудоччи и Эдвард Мунк познакомил в 1903 году в Париже композитор Фредерик Дилиус, друг Мунка. Предположительно Мудоччи и Мунк стали любовниками, а их отношения по всей видимости продолжались до 1908/1909 годов. Общаться же они продолжали до 1927 года. Мудоччи, которую характеризуют как лесбиянку, имела любовную связь с Беллой Эдвардс. Мунк создал три литографии Мудоччи, на одной из которых была изображена и Эдвардс. Помимо Мунка Мудоччи была музой и для французского художника Анри Матисса.
В декабре 1908 года Мудоччи родила двух близняшек Изабель и Каи в частной клинике в датском Нюкёбинге. Было выдвинуто предположение, что Мунк, который, как считалось, умер бездетным, мог быть их отцом, и в 2012 году внучка Мудоччи, Джанет Вебер, высказала готовность провести анализ ДНК, чтобы доказать это.

## Смерть и наследие
Мудоччи умерла в 1953 году. На незаконченной картине «Портрет Евы Мудоччи», находящейся в коллекции художественного музея Флэтена в колледже Святого Олафа (штат Миннесота, США), по общему мнению, изображена Мудоччи и, вероятно, она была написана примерно в 1904—1905 годах. Но вопрос о том, принадлежит ли полотно Мунку остаётся спорным. В 1959 году картина была продана наследниками датского иллюстратора Кая Нильсена, близкого друга семьи Мудоччи.
В 1984 году Энди Уорхол создал свою вариацию на работу Мунка с использованием акриловой краски и шелкографии «Эва Мудоччи».